# Симфония № 7 (Сибелиус)
Симфония № 7 до мажор, опус 105 ― последняя опубликованная симфония Яна Сибелиуса. Была завершена в 1924 году и впервые исполнена 2 марта того же года в Стокгольме. Первую аудиозапись произведения осуществил дирижёр Сергей Кусевицкий в 1933 году. Уникальность симфонии заключается в том, что в ней всего одна часть.
Произведение считается наивысшим композиционным достижением Сибелиуса.

## Структура
Единственную часть симфонии можно условно поделить на несколько разделов.
- Adagio (такты 1–92)
  - Вступление:

Audio playback is not supported in your browser. You can download the audio file.
- - Один из ключевых мотивов симфонии:

Audio playback is not supported in your browser. You can download the audio file.
- - Хоральная секция:

Audio playback is not supported in your browser. You can download the audio file.
- - Главная тема симфонии:

Audio playback is not supported in your browser. You can download the audio file.
- Un pochett. meno adagio – poco affrett. – Poco a poco affrettando il Tempo al … Vivacissimo – rallentando al … (такты 93–221)
  - Новая тема в дорийском ладу (такты 94 и 95):

Audio playback is not supported in your browser. You can download the audio file.
- - Тема в тональности до минор (с такта 134):

Audio playback is not supported in your browser. You can download the audio file.
- Adagio – Poco a poco meno lento al … (такты 222–257)
- Allegro molto moderato – Un pochett. affrettando (такты 258–285)
- Allegro moderato – Poco a poco meno moderato (такты 286–408)
- Vivace (такты 409–448)
- Presto – Poco a poco rallentando al … (такты 449–475)
- Adagio (такты 476–495)
- Largamente molto – Affettuoso (такты 496–521)
- Tempo I (такты 522–525)

## Состав оркестра
- 2 флейты
- 2 гобоя
- 2 кларнета
- 2 фагота
- 4 валторны
- 3 трубы
- 3 тромбона
- литавры
- струнные